# Shine (album Marcina Nowakowskiego)
Shine – trzeci album saksofonisty, Marcina Nowakowskiego, wyprodukowany przez Jeffa Lorbera i Paula Browna. Wydany przez NU Music 7 listopada 2011 w Polsce. Planowana data wydania w Europie: 2 grudnia 2011.
Nagrania uzyskały w Polsce status platynowej płyty.

## Lista utworów
1. „Nobody But You”
2. „Tell Me Why” feat. Paul Brown
3. „Give & Take”
4. „Out Of Time”
5. „Snow Lion” feat. Michael Thompson
6. „Coming Home” feat. Jimmy Haslip, Adam Sztaba, Atom String Quartet
7. „March On” feat. Jeff Lorber, Brian Bromberg
8. „Shine Shoes” feat. Dax Reynosa
9. „Easy Going”
10. „Good Night Kiss”

## Wykonawcy
- Marcin Nowakowski – saksofon altowy, saksofon sopranowy, saksofon tenorowy, gitara basowa, programowanie perkusji, klaskanie
- Paul Brown – gitara elektryczna, klaskanie, gitara klasyczna, programowanie, instrumenty perkusyjne, wokal, gitara wah-wah
- Jeff Lorber – instrumenty klawiszowe, fortepian, gitara, gitara basowa
- Jeff Carruthers – instrumenty klawiszowe, aranżacja
- Marco Basci – instrumenty klawiszowe, programowanie perkusji
- Michael Thompson – gitara akustyczna, gitara elektryczna
- Brian Bromberg – kontrabas
- Jimmy Haslip – gitara basowa
- Roberto Vally – gitara basowa
- Dave Weckl – perkusja
- Gary Novak – perkusja
- Ricky Lawson – perkusja
- Billy Mondragon (DW3) – wokal
- Dax Reynosa – wokal, chórki
- Maciej Starnawski – chórki
- Piotr Tazbir – chórki
- Jerry Hey – trąbka
- Bill Richenbach – puzon
- Dorota Witt – klaskanie
- Adam Sztaba – aranżacja instrumentów smyczkowych, dyrygent
- Atom String Quartet:
  - Dawid Lubowicz – skrzypce
  - Mateusz Smoczyński – skrzypce
  - Michał Zaborski – altówka
  - Krzysztof Lenczowski – wiolonczela

### Produkcja muzyczna, miks
- Jeff Lorber – produkcja muzyczna utworów 5, 6, 7, 9
- Paul Brown – miks, produkcja muzyczna utworów 1, 2, 3, 4, 8, 10.

### Współpracownicy
- Dorota Witt – koordynacja i product manager[4]
- Szymon Szcześniak – fotografie
- Katarzyna Mrożewska – projekt okładki